# رون أوكوين
رون أوكوين (بالإنجليزية: Ron O'Quinn)‏ هو دي جيه أمريكي، ولد في 4 مارس 1943.